# نينو أليخاندرو
نينو أليخاندرو هو مغني وكاتب أغاني فلبيني، ولد في 22 يوليو 1976 في مانيلا في الفلبين.

## وصلات خارجية
- الموقع الرسمي